# Língua mbunda
Mbunda, também chamada de bunda ou vambunda, é uma língua africana, falada em Angola e na Zâmbia. Em Angola é falada por 135.000 cidadãos nacionais na província do Moxico e na região sudoeste, com um total de 218.000 falantes. Seus falantes são majoritariamente da etnia bunda (ou vambundas).
Desde o século XIX verifica-se uma emigração mbunda para a Zâmbia, e muitos mbunda refugiaram-se na Zâmbia e (em menor escala) na Namíbia, essencialmente por causa da Guerra Civil Angolana. Actualmente quase e metade do povo mbunda vive na Zâmbia, e começa a haver diferenças entre o mbunda falado em Angola (onde desenvolveu vários dialectos) e o mbunda falado na Zâmbia.
A língua mbunda não deve ser confundida com outras duas das línguas mais faladas em Angola de nomes parecidos — o quimbundo (também chamado mbundu ou bundo) e o umbundo, nem deve ser confundida com o grupo étnico chamado bunda, que vive na República Democrática do Congo.

## Fonologia
Mbunda é semelhante ao luchazi-ganguela, mas tem algumas diferenças nas consoantes. Entre outras diferenças, onde luchazi tem /s, z/, mbunda tem /θ, ð/. Onde luchazi tem /ts/, mbunda tem /t̪/ dental.

### Vogais
Como outras línguas no leste Angola e Zâmbia, a língua mbunda tem cinco vogais contrastantes:
|         | Anterior (Ñ arred.) | Central (Ñ arred.) | Posterior (Ñ arred.) |
| Fechada | i                   |                    | u                    |
| ------- | ------------------- | ------------------ | -------------------- |
| Medial  | ɛ                   |                    | ɔ                    |
| Aberta  |                     | a                  |                      |

### Consoantes
As plosivas sonoras só ocorrem como pré-nasalizadas[ e contrastam com aspiradas. Caso contrário, apenas tenuis plosivas são encontradas em Mbunda.
| Aspirado      | Voz        | Local de formação | Amostra  | Palavra Som                     | Tradução |
| ------------- | ---------- | ----------------- | -------- | ------------------------------- | -------- |
| /mpʰ/ mp      | /mb/ mb    | bilabial          | mbandu   | (mb) Aspirado Pré-nasalizado    | dolorido |
| /nt̪ʰ/ nésimos | /nd̪/ ndthz | dental            | ndthzili | (ndthz) Aspirado Pré-nasalizado | potência |
| /ntʰ/ nt      | /nd/ nd    | alveolar          | ndolome  | (nd) Pré-nasalizado Aspirado    | irmão    |
| —             | /ndʒ/ nj   | alveopalatal      | njamba   | (nj) Aspirado Pré-nasalizado    | elefante |
| /ŋkʰ/ nk      | /ŋɡ/ ng    | velar             | ngonde   | (ng) Aspirado Pré-nasalizado    | lua      |

## Ortografia
| Representação Gráfica | Símbolo fonético(*) | Exemplo de palavras | Palavra Som | Tradução                |
| --------------------- | ------------------- | ------------------- | ----------- | ----------------------- |
| a                     | /a/                 | angula              | (a)         | escolher                |
| mb                    | /mb/                | mbunga              | (mb)        | multidão                |
| ch ou c               | /tʃ/                | cili                | (c)         | verdadeiro              |
| chiyambi              | (ch)                | Caçador             |             |                         |
| nd                    | /nd/                | ndumba              | (nd)        | leão                    |
| e                     | /ɛ/                 | ewa                 | (e)         | sim                     |
| f                     | /f/                 | fundanga            | (f)         | pólvora                 |
| ng                    | /ŋɡ/                | ngombe              | (ng)        | vaca, boi               |
| ŋ                     | /ŋ/                 | ŋala                | (ŋ)         | caranguejo              |
| h                     | /h/                 | hanja               | (h)         | fora                    |
| eu                    | /i/                 | imanena             | (i)         | aguarde                 |
| j                     | /ʒ/                 | jombola             |             | revelar                 |
| k                     | /k/                 | kovel               | (k)         | entrar                  |
| eu                    | /l/                 | lilonga             | (l)         | prato, prato            |
| m                     | /m/                 | mulonga             | (m)         | ofensa                  |
| n                     | /n/                 | naana               | (n)         | minha mãe               |
| ndthz                 | /nd̪/                | ndthzita            |             | guerra                  |
| nk                    | /ŋkʰ/               | nkuta               | (nk)        | Tribunal                |
| ny                    | /ɲ/ ou /nʲ/         | nyali               | (ny)        | irmão ou cunhada        |
| o                     | /ɔ/                 | uau                 | (o)         | Aquele                  |
| p                     | /p/                 | putuka              | (p)         | começar                 |
| mp                    | /mpʰ/               | mpulu               | (mp)        | animal macho            |
| t                     | /t/                 | tulo                | (t)         | adormecido, sonolento   |
| th                    | /θ/                 | timbu               | (th)        | Tempo                   |
| ths                   | /t̪/                 | thsa                | ths         | morrer                  |
| thz                   | /ð/                 | thzala              |             | vestir-se               |
| u                     | /u/                 | uli                 | (u)         | onde está ele (ela)     |
| v                     | /β/                 | vwato               | (v)         | barco, canoa            |
| w                     | /w/                 | wahi                | (w)         | ele (ela) não está aqui |
| x                     | /ʃ/                 | xwata               | (x)         | floresta                |
| s                     | /j/                 | yang                | (y)         | Eu mesmo                |

## População
Mbunda é falado pelos Mbunda de Moxico e Cuando Cubango de Angola e oeste da Zâmbia. após a migração de, entre outros, o Ciyengele,

## Dialetos
A língua Mbunda na Zâmbia Angola não é falada exatamente da mesma maneira. Na Zâmbia tem um forte contato dos dentes superiores com a língua, para pronunciar palavras como: "Mundthzindthzime" (sombra), "chithzalo" (vestido), "Kuthsa" (morte) e muito mais. Os sons difíceis representados por TH. A língua Mbunda em Angola e Namíbia é falada sem os sons TH, como no Língua Luchazi,  as palavras acima são pronunciadas como "Mutzitzime" (sombra), "chizalo" (pano), "Kutsa" (morte). Mesmo dentro da Zâmbia, a língua Mbunda falada pelo grupo Chiyengele que migrou anteriormente é diferente daquela falada pelo grupo Mbunda que fugiu para a Zâmbia como consequência da guerra Mbunda-Português de 1914. Por isso a língua Mbunda do grupo Chiyengele , encontrado principalmente em Mongu, é apelidado de "Shamuka",  fortemente influenciado pela língua lozi. O mesmo termo pode ser atribuído à língua Mbunda na Namíbia, que é fortemente influenciada pelas línguas Nyemba e Luchazi.

## Numerais
A contagem numérica em Mbunda segue os numerais usuais, mas em palavras Mbunda. Os preenchimentos são feitos facilmente usando-se numerais pequenos.
| 1 - Chimo. 2 - Vivali. 3 - Vitatu. 4 - Viwana. 5 - Vitanu. 6 - Vitanu na chimo. 7 - Vitanu na vivali. 8 - Vitanu na vitatu. 9 - Vitanu na viwana. 10 - Likumi. 11 - Likumi na chimo. 20 - Makumi avali. 22 - Makumi avali na vivali. 30 - Makumi atatu. 33 - Makumi atatu na vitatu. 40 - Makumi awana. 44 - Makumi awana na viwana. 50 - Makumi atanu. 55 - Makumi atatu na vitanu. 60 - Makumi atanu na limo. 66 - Makumi atanu na limo na vitanu na chimo. 70 - Makumi atanu na avali. 77 - Makumi atanu na avali na vitanu na vivali. 80 - Makumi atanu na atatu. 88 - Makumi atanu na atatu na vitanu na vitatu. 90 - Makumi atanu na awana. 99 - Makumi atanu na awana na vitanu na viwana. 100 - Chiita. 101 - Chiita na kamo. 110 - Chiita na likumi. 111 - Chiita na likumi na kamo. 152 - Chiita na makumi atanu na tuvali. 163 - Chiita na makumi atanu na limo na tutanu. 174 - Chiita na makumi atanu na availi na tuwana. 185 - Chiita na makumi atanu na atatu na tutanu. 186 - Chiita na makumi atanu na atatu na tutanu na kamo. 197 - Chiita na makumi atanu na awana na tutanu na tuvali. 200 - Viita vivali. | 201 - Viita vivali na kamo. 300 - Viita vitatu. 400 - Viita viwana. 500 - Viita vitanu. 600 - Viita vitanu na chimo. 700 - Viita vitanu na vivali. 800 - Viita vitanu na vitatu. 900 - Viita vitanu na viwana. 1.000 - Likulukathzi. 1.111 - Likulukathzi na chiita na likumi na kamo. 2.000 - Makulukathzi avali. 3.000 - Makulukathzi atatu. 4.000 - Makulukathzi awana. 5.000 - Makulukathzi atanu. 6.000 - Makulukathzi atanu na limo. 7.000 - Makulukathzi atanu na avali. 8.000 - Makulukathzi atanu na atatu. 9.000 - Makulukathzi atanu na awana. 10.000 - Likumi lya makulukathzi. 11.111 - likumi lya makulukathzi na likulukathzi na chiita na likumi na kamo. 20.000 - Makumi avali amakulukathzi. 30.000 - Makumi atatu amakulukathzi. 40.000 - Makumi awana amakulukathzi. 50.000 - Makumi atanu amakulukathzi. 60.000 - Makumi atanu na limo amakulukathzi. 70.000 - Makumi atanu na avali amakulukathzi. 80.000 - makumi atanu na atatu amakulukathzi. 90.000 - makumi atanu na awana amakulukathzi. 100.000 - chiita cha makulukathzi. 200.000 - viita vivali vya makulukathzi. 300.000 - viita vitatu vya makulukathzi. 400.000 - viita viwana vya makulukathzi. 500.000 - viita vitanu vya makulukathzi. 600.000 - viita vitanu na chimo vya makulikathzi. 700.000 - viita vitanu na vivali vya makulukathzi. 800.000 - viita vitanu na vitatu vya makulukathzi. 900.000 - viita vitanu na viwana vya makulukathzi. 1.000.000 - likulukathzi lya makulukathzi. |

## Nomes e significados
Os nomes Mbunda são muitos; listados essão os mais usados. Eles podem ser dados a um homem ou a uma mulher, exceto alguns que são apenas para mulheres e foram indicados aqui por (f). Alguns nomes Mbunda são semelhantes aos de outras nacionalidades que também têm raízes no Reino Luba, como Kaunda, Katongo, Kavanda, Mulenga, Muvanga, Mwila, Kavunda, Kalunga, Muti, Chiinga, Kavalata, Chiti, Nkonde e outros. Também semelhantes aos nomes Mbunda são Chipoya, Chipango, Musole, Kayata, Ngambo, Kawengo, Kapisa e Musumali, encontrados em outros grupos étnicos que traçam suas origens para Mwantiyavwa, o rei dos Ruund. Estas semelhanças dão mais provas de que o povo Mbunda interagiu com o Reino de Lunda e Reino de Luba,  no século XV. Os nomes Mbunda comumente usados são os seguintes:
1. Viemba (Vyemba) significando medicamentos.
2. Vulungi significando trekking para novo assentamento
3. Chendamundali significando turista, (vacendamundali-plural).
4. Chalula significando alguém que encontrou (pegou) uma coisa perdida.
5. Chambato significando um noivo.
6. Changoco significando uma pessoa inútil.
7. Changano significa uma pessoa "eu não me importo".
8. Chavaya significando uma pessoa indigente.
9. Chikatu significando fonte.
10. Chilala significando crueldade.
11. Chiinga significando substituto ou substituição.
12. Chiingi significando a esposa substituta da mesma família da primeira esposa.
13. Chilindo significando a flutuação da rede de pesca.
14. Chilombo significando um lugar onde as coisas são colocadas para demolhar ou tingir.
15. Chilunda significando o segundo nascido.
16. Chimbali significando escravo de um branco.
17. Chimbinde significando uma pessoa rabugenta, cruel.
18. Chindele significando uma pessoa branca.
19. Chindumba significando uma espécie de trança de cabelo.
20. Chingumbe significando um homem forte e saudável. Nome do 14º Rei de Mbunda.
que governou Mbundaland no século 17 no que é hoje Angola.
21. Chingunde significando mau humor, mau humor.
22. Chingwali significando uma algema para a cabeça, um grilhão.
23. Chinjenge significando ser deixado em dificuldades.
24. Chinunga significando uma articulação articulada.
25. Chinyundu significando um fumante de colmeia (para livrar a colmeia das abelhas).
26. Chioola significando uma pessoa quieta; sóbrio.
27. Chipango significando a cerca construída para uma mulher que dá à luz.
28. Chipipa significando swish ou chicote no ar.
29. Chipoya significando um machile ou rede.
30. Chiputa significando um tipo de arbusto; arbusto.
31. Chixwaxwa (Chishwashwa) significando uma concha leve vazia.
32. Chiti significando madeira ou árvore.
33. Chitumbo significando um grande monte de terra.
34. Chitundu significando um tipo de planta com tubérculo comestível.
35. Chiyengele significando um cinto de pano vermelho. Nome do Chefe Mbunda Sênior. em Bulozi,
declarado pelo rei Mulena Mulambwa do povo Aluyi.
36. Chiyengo significando barril grande.
37. Chuma significando coisa.
38. Kaalu significando um gêmeo sobrevivente.
39. Kavavu significando junho.
40. Kafunya significando uma pessoa presunçosa.
41. Kafuti significando a criança nascida após gêmeos.
42. Kailu significando a criança nascida após a morte de cinco filhos, considerada como uma pessoa "devolvida".
43. Kaliki significando o armazém do chefe.
44. Kaliye significando estar sozinho.
45. Kalimbwe (vulimbwe) significando uma pessoa que usa cal de pássaro para pegar pássaros.
46. Kalumbu, para o sexo feminino, significando uma pessoa desgarrada que perdeu seu bom caráter.
47. Kaliata (Kalyata) significando uma pessoa que oprime os outros.
48. Kaliangu (Kalyangu) significando uma espécie de bobo da corte ou dançarino mascarado.
49. Kamana significando uma pessoa sábia.
50. Kanjengo significando pano branco.
51. Kankondo significando uma espécie de doninha que come aves.
52. Kanjonja significando um tipo de arma; pederneira.
53. Kanunga significando uma pequena articulação.
54. Kapatitho (Kapatiso) significando parafuso de fixação.
55. Kapitha (Kapisa) significando uma pessoa que se recusa a ajudar porque é avarenta e mesquinha ou que queima alguma coisa.
56. Kaxweka (Kashweka) significando uma coisa oculta.
57. Kaxukwe (Kashukwe) significando agosto.
58. Kathoka (Kasoka) significando uma pessoa que carrega a arma; enfia a carga na arma.
59. Kathonda (Kasonda) (vuthampu - vusampu) significando uma espécie de penteado.
60. Katavola significando uma pessoa que despedaça algo. Nome do famoso 20º Rei de Mbunda. que lutou e derrotou o povo Chokwe no que é hoje Angola.
61. Katota significa uma pessoa que bate ou martela alguma coisa.
62. Katongo significando um andarilho.
63. Kaulembi (kulamba) significando uma pessoa que vai pedir ajuda.
64. Kavindama significando uma pessoa infeliz.
65. Kavunda significando uma pessoa que mancha o piso de concreto.
66. Kawengo significando o espírito de uma mulher falecida.
67. Kayando significando um sofredor, problema.
68. Kayawe significando uma pessoa astuta.
69. Kayongo significando o espírito de um homem falecido.
70. Kathzungo (Kazungo) significando barulho ou raquete. Nome do 22º Rei de Mbunda. que foi instalado pelos colonialistas portugueses, depois de raptar [[Mwene Mbandu Kapova I de Mbunda|Rei Mwene Mbandu I Lyondthzi Kapova., o 21º Monarca de Mbundaland. no que é hoje Angola.
71. Kufuna significando para lá e para cá. (Não Mbunda por origem, mas usado hoje).
72. Kalunga significando Deus.
73. Kuunga significando reunir.
74. Kuvangu, veja Kawengo.
75. Lifuti significando país. Nome do 23º Rei de Mbunda. e o primeiro a ser instalado pelo povo Mbunda após a restauração da monarquia Mbunda no que é hoje Angola, desde o rapto do 21º Rei Mbunda. que resistiram à ocupação portuguesa de Mbundaland em 1914.
76. Likonge significando uma espécie de grama aquática.
77. Liongo significando uma cana de rio.
78. Livindamo significando um lugar ou vale mal aventurado
79. Luvinda significando má sorte ou infortúnio.
80. Liwoyo significando raquete, barulho.
81. Lumbala é o nome de um rio no leste de Angola.
82. Liato (Lyato) significando uma grande canoa.
83. Liunda (Lyunda) significando bosque.
84. Maamba significando espíritos malignos possuindo pessoas.
85. Makayi significando pulseiras.
86. Makalu significando uma pessoa corajosa.
87. Makuwa de (kulikuwa) significando alguém que grita quando se alegra.
88. Maliti significando um tipo de fuzil, um único carregador.
89. Manjolo significando tornozeleiras tubulares.
90. Manyenga significando uma pessoa preocupada, também significa engordar.
91. Mathambo (Masambo) significando pequenos fios.
92. Matheka (Maseka), veja Makayi.
93. Mathumba (Masumba) significando medalhões em forma de meia-lua.
94. Mbaita (f) significando por favor passe, para permitir passar.
95. Mbalili (f) significando barril, barril.
96. Mbambale significando o dispositivo de fiação usado por Mbunda.
97. Mbandu significando dor. Nome do 21º Rei de Mbunda. que resistiu à ocupação portuguesa de Mbundaland em 1914 no que é hoje Angola.
98. Mbundi (f) significando um bastão de fetiche.
99. Mukovoto significando uma pessoa falante.
100. Mukuve significando uma espécie de árvore para corda de casca de árvore.
101. Mukwita significando um transeunte; para passar.
102. Mulenga significando um pedaço de madeira partido de uma árvore atingida por trovões e relâmpagos.
103. Mulemba significando uma espécie de árvore que produz borracha.
104. Mulikita significando grande caçador de caça grossa, também boxeador.
105. Muliata (Mulyata), veja Kaliata (Kalyata).
106. Mundanya, veja Mathumba (Masumba).
107. Mundu (kaundu) significando remédio esfregado no corpo para torná-lo impermeável às balas. Nome do primeiro [[Lista de Chefes Mbunda na Zâmbia|Chefe Mbunda. que migrou para Bulozi no século 16.
108. Mundthzimba significando uma pessoa ignorante.
109. Mununga significando uma pessoa que une as coisas.
110. Muthando (Musando) significando milheto.
111. Muthangu (Musangu) significando uma pessoa ressuscitada.
112. Muxova (Mushova) (f) significando coisas misturadas.
113. Muxuwa (Mushuwa) (f) significando uma árvore com folhinhas, ver mulemba.
114. Muthompa (Musompa) significando um juiz.
115. Muti (chiti) significando árvore.
116. Muvanga significando uma espécie de arbusto; também significa primogênito.
117. Muwae (f) significando beleza.
118. Muyeva, veja Katongo.
119. Muyenga significando render gordura ou cera de abelha.
120. Muyombo (muxaa - mushaa) significando um tipo de bastão de fetiche.
121. Mwila significando grama.
122. Ndandula significando que ele deve seguir.
123. Ndombelo significa uma jovem que tritura milho branco em theke (seke) que é usado em oferendas rituais (nombelo) a espíritos ancestrais.
124. Ndumba significando leão.
125. Ngeve significando gêmeas.
126. Ngongola, ver Katota.
127. Nguvu significando gêmeos masculinos; também hipopótamo.
128. Njamba, significando mais velho dos gêmeos; também elefante.
129. Nkumbwa significando avestruz.
130. Nyumbu significando um tipo de junco do pântano.
131. Nyundu significando lontra.
132. Thakulo (Sakulo) significando um tipo de grama usada para colmo.
133. Theke (Seke) significando farinha de milho branco usada para oferendas a espíritos ancestrais.
134. Xanda (Shanda), significando batalha, texugo de mel. Nome do 22º Rei Mbunda, que foi instalado pelos colonialistas portugueses, depois de raptar o Rei Mwene Mbandu (Lyondthzi Kapov), o 21º Monarca de Mbundaland. no que é hoje Angola.
135. Wacama, abreviação de (waca manene) significando que você gosta muito de algo.
136. Wampata significando uma pessoa argumentativa ou teimosa.

## Amostra de texto
O athu woso avwala abhuluka ni kusokela mu kijingu ni mu itekelu. Ene ala ni ulungilu ni kilunji ni atokala kulaya kumoxi nya akwa mu mixima ya undandu.
Português
Todos os seres humanos nascem livres e iguais em dignidade e direitos. Eles são dotados de razão e consciência e devem agir uns para com os outros com espírito de fraternidade. (Artigo 1º da Declaração Universal dos Direitos Humanos)